# Roman Moraczewski (profesor)

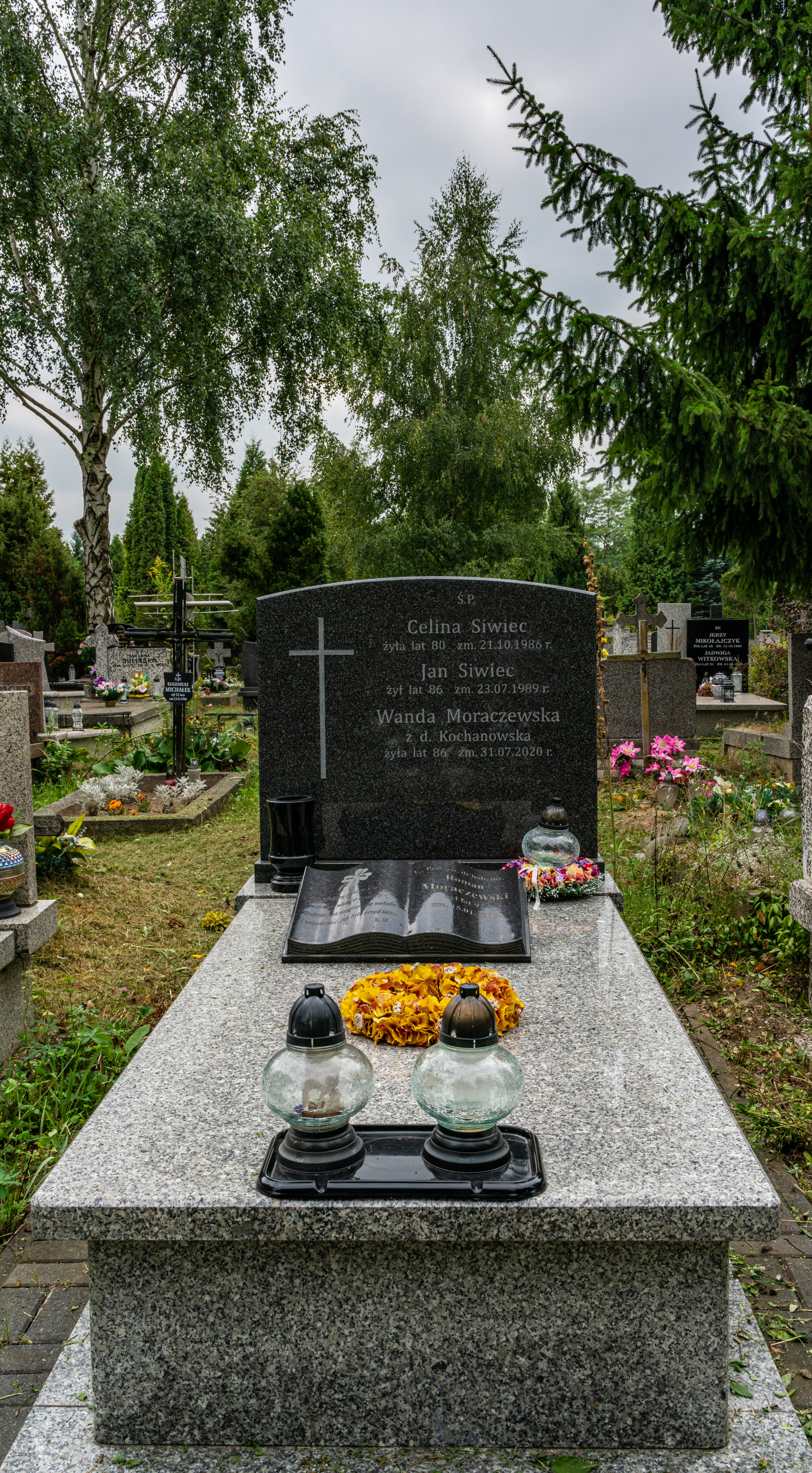
Grób Romana Moraczewskiego na cmentarzu Komunalnym Północnym w Warszawie

Roman Moraczewski (ur. 23 sierpnia 1923 w Sierakowie, zm. 15 stycznia 2015) – polski agronom, specjalista łąkarstwa, profesor.

## Życiorys
Urodził się w rodzinie Pawła i Stanisławy Moraczewskich.
Podczas II wojny światowej należał do Polskiej Organizacji Zbrojnej (w tym czasie kolportował czasopismo Polska Żyje). Od 1945 do 1950 służył w Wojskach Ochrony Pogranicza.
Ukończył Szkołę Główną Gospodarstwa Wiejskiego w Warszawie. Był pracownikiem naukowym Wydziału Rolnictwa i Biologii SGGW oraz Ministerstwa Rolnictwa. Na uczelni był m.in. prodziekanem Wydziału Rolniczego ds. studiów zaocznych od 1969 do 1975, kierownikiem Katedry Łąk i Pastwisk od 1973 do 1979, dyrektorem Instytutu Produkcji Roślinnej od 1979 do 1982. Był działaczem Zjednoczenia Patriotycznego „Grunwald”. W 1988 otrzymał tytuł profesora zwyczajnego. Po przejściu na emeryturę pracował w Instytucie Użytków Zielonych i Melioracji w Falentach. Specjalizował się w łąkarstwie, nawożeniu, konserwacji pasz. Był związany z Gostyninem.
Był mężem Wandy Marii z Kochanowskich (1933–2020).
23 stycznia 2015 został pochowany na cmentarzu Komunalnym Północnym w Warszawie (kwatera W-XIII-8-5-6).

## Publikacje
- Działanie ścieków przemysłowych na łąki w dolinie górnej Bzury (1962)
- Zastosowanie badań potrzeb nawozowych gleb w gospodarce łąkowo-pastwiskowej (1962)
- Studia nad dynamiką związków azotowych i wykorzystaniem azotu torfowiska (1964)
- Potrzeby nawozowe łąk i pastwisk (1966)
- Uprawa łąk i pastwisk z elementami melioracji (1977)
- Intensywne nawożenie łąk, pastwisk i roślin pastewnych (1978)
- Łąkarstwo (1986)
- Łąki i pastwiska w gospodarstwie rolnym (1996)
- Zwierciadło życia: (bez ostatniego rozdziału) (2000)

## Ordery i odznaczenia
- Krzyż Oficerski Orderu Odrodzenia Polski
- Krzyż Kawalerski Orderu Odrodzenia Polski
- Złoty Krzyż Zasługi
- Krzyż Partyzancki[2]
- Srebrny Krzyż Zasługi
- Medal 10-lecia Polski Ludowej (19 stycznia 1955)[3]
- Srebrny Medal „Za zasługi dla obronności kraju”
- Medal Komisji Edukacji Narodowej
- Złota Odznaka SITWM i NOT
- Srebrna Odznaka SITWM i NOT

## Wyróżnienia
- Dyplom Honorowy Członka NOT
- Zasłużony Członek Seniorów SITWM